# آرتور شنیتسلر
آرتور شنیتسلر (به آلمانی: Arthur Schnitzler) ‏ (زاده ۱۵ مه ۱۸۶۲ وین – درگذشته ۲۱ اکتبر ۱۹۳۱ وین) رمان‌نویس و نمایش‌نامه‌نویس اتریشی بود.

## زندگی
آرتور شنیتسلر در سال ۱۸۶۲ در شهر وین متولد شد. تحصیلات خود را در رشتهٔ پزشکی به پایان رساند، ولی به زودی از طبابت روی‌گردان شد و به نویسندگی و ادبیات علاقهٔ زیادی نشان داد.
شنیتسلر نه تنها نویسنده‌ای برجسته به‌شمار می‌رفت بلکه روانشناس متبحری نیز بود که در بیشتر آثار خویش به تجزیه و تحلیل روانی مهمی دست زده و سعی کرده‌است آنچنان که باید روحیات حقیقی بشر را درک کند.
اولین اثر خوبش را در ۲۴ سالگی به رشتهٔ تحریر درآورد و پس از آن آثار با ارزشی منتشر کرد که او را را مشهور ساخت.
شنیتسلر از معدود نویسندگانی است که توانسته آن طور که باید فروید را شناخته و او را به دیگران بشناساند.

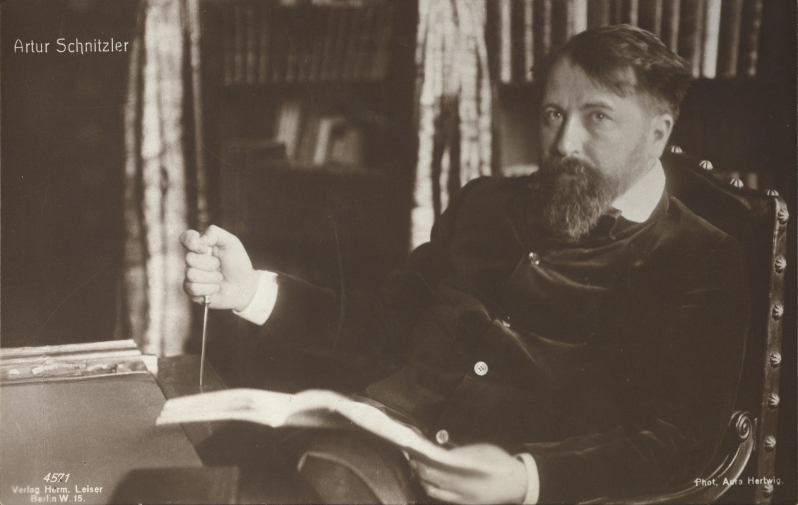
در سال ۱۹۰۶

آرتور شنیتسلر (۱۸۶۲–۱۹۳۱) فرزند ارشد خانواده‌ای یهودی بود. پدرش، یوهان شنیتسلر، پزشک متخصص بیماری‌های حنجره بود و مادرش، لوئیزه، دختر پزشکی وینی. آرتور از سال ۱۸۷۱ تا ۱۸۷۹ در دبیرستان آکادمیک درس خواند و هشتم ژوئیهٔ ۱۸۷۹ دوران دبیرستان را با دریافت رتبهٔ عالی به پایان برد. سپس در دانشگاه پزشکی وین مشغول تحصیل شد و در سی‌ام مهٔ ۱۸۸۵ به اخذ درجهٔ دکترا نایل آمد. برادر جوان‌تر او هم پزشک شد.
آرتور جوان از سال ۱۸۸۵ تا ۱۸۸۸ به عنوان دستیار و پزشک دوم بیمارستان عمومی‌وین کار کرد. سپس تا سال ۱۸۹۳ در کلینیک وین، در بخش بیماری‌های حنجره، دستیار پدر خود بود. در همین ایام به عنوان نویسنده هم فعالیت می‌کرد. نخستین اثرش که در سال ۱۸۸۰ در مجلهٔ فرایه لندبوته منتشر شد، شعری بود به نام ترانهٔ عاشقانهٔ بالرین. از آن پس آثاری از او در مجلاتی چون دانوب آبی، شعر مدرن، فرایه بونه و روزنامهٔ فرانکفورت چاپ می‌شد.
شنیتسلر از سال ۱۸۹۰ در کنار هوگو فون هوفمنزتال و ریشارد بر-هوفمن از نمایندگان اصلی «وین جوان» و «وین مدرن» محسوب می‌شد. از آغاز قرن بیستم، نمایشنامه‌های او بیش از آثار هر نمایشنامه‌نویس دیگری در تئاترهای آلمانی‌زبان اجرا می‌شد. او را یکی از سرسخت‌ترین منتقدان جامعهٔ امپراتوری اتریش-مجارستان در حول و حوش قرن بیستم می‌شناسند، پس از انتشار «ستوان گوستل»، داستانی که در آن هنجارهای افسران اتریش به باد انتقاد گرفته می‌شود، ارتش درجهٔ افسری را که شنیتسلر به عنوان پزشک ذخیره دریافت کرده بود، از او پس گرفت.
با آغاز جنگ جهانی اول، توجه به آثار شنیتسلر رو به کاهش گذاشت. یکی از دلایل این امر این بود که او از معدود روشنفکران اتریش بود که از هیاهوی جنگ به وجد نیامد. در سال ۱۹۲۰، در پی اجرای نمایشنامهٔ رایگن، او را به بهانهٔ جریحه‌دار کردن افکار عمومی‌به دادگاه کشاندند و او به ناچار اجرای نمایشنامه را متوقف کرد. از آن پس، از تئاتر فاصله گرفت و گوشه‌گیر شد و در سال‌های پایانی زندگی بیشتر به نوشتن داستان‌های کوتاه و بلند رو آورد. خودکشی دخترش در سال ۱۹۲۸ او را سخت متأثر و گوشه‌گیری‌اش را تشدید کرد. این نویسندهٔ درونگرا سرانجام در ۲۱ اکتبر ۱۹۳۱ در سن ۶۹ سالگی درگذشت.
شنیتسلر در آثار خود اغلب به سرنوشت قهرمانانش از دیدگاه روانشناختی می‌پردازد، رویدادهای آثار او بیشتر در شهر وین رخ می‌دهند. قهرمانان او شخصیت‌های تیپیکی هستند از جامعهٔ آن روز وین: افسران، پزشکان، هنرمندان، خبرنگاران، بازیگران، افراد خانوادهٔ سلطنتی، وابستگان به دربار و البته دخترکان زیباروی حاشیهٔ شهر. در آثار او به کارگران و تهیدستان کمتر برمی‌خوریم از همین رو برخی از منتقدان ادبی او را به یکسویه‌نگری متهم می‌کنند.
شنیتسلر در آثار خود به توصیف اختلالات روانی نمی‌پردازد، مسئلهٔ مورد علاقه او آن روندی است که در درون شخصیت‌هایش جریان می‌یابد: کشمکشی که قهرمانانش در راه دستیابی به امیالشان با آن روبه رو هستند. تصادفی نیست که شنیتسلر در نوول «ستوان گوستل» مونولوگ درونی را برای نخستین بار در ادبیات آلمانی‌زبان به کار می‌گیرد و موفق می‌شود فضایی بیافریند که خواننده‌اش بتواند کشمکش‌های درونی قهرمان اثر را عمیق‌تر دریابد. شنیتسلر می‌کوشد راست و دروغ‌هایی را آشکار کند که شخصیت‌هایش در چنبرهٔ مقررات و ممنوعیت‌های اجتماعی با آن درگیرند. تلاش قهرمانان او برای رهایی از چارچوب تنگ بایدها و نبایدهای اجتماعی اغلب به فاجعه می‌انجامد.

## کتابشناسی

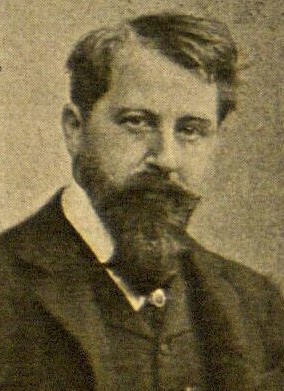
در سال ۱۹۰۰

### نمایش‌نامه
- آناتول - (۱۸۹۳)
- رقص - (۱۸۹۷)
- پاراسلوس - (۱۸۹۹)
- طوطی سبز - (۱۸۹۹)
- راه تنها (جاده انزوا) - (۱۹۰۳)
- سرزمین وسیع - (۱۹۱۱)
- پروفسور برنهاردی - (۱۹۱۲)

### رمان
- بئاتریس - (۱۹۰۱)
- ترزه، وقایع زندگی زن - (۱۹۲۸)
- بازی در سپیده دم و رؤیا - (۱۹۲۶ و ۱۹۲۷)

### داستان کوتاه
- مردن - (۱۸۹۵)
- برتا گارلن - (۱۹۰۰)
- ستوان گوستل - (۱۹۰۰)
- کور و برادرش - (۱۹۰۲)
- مدار دوس جوان - (۱۹۱۰)
- بازگشت کازانوا (مراجعت کازانوا) - (۱۹۱۸)
- فرار در تاریکی - (۱۹۳۱)
- چرخ فلک -
- Rhapsody که با عنوان داستان رؤیایی (به آلمانی: Traumnovelle) نیز منتشر شده‌است. فیلم چشمان کاملاً بسته اثر استنلی کوبریک اقتباسی از این اثر است.
- بازی در سپیده دم
- زن -
- شریک -
- انسان -
- خواهران -
- روم آزاد -
- حیوان آزاد -
- انتقام گربه -
- داوطلب -
- رقاصه یونانی -
- مرگ یک عزب -
- در راه آزادی -
- خانم الیزه -
- مرد عقل -